# Кртићи
Кртићи су насељено место у Босни и Херцеговини у општини Коњиц у Херцеговачко-неретванском кантону које административно припада Федерацији Босне и Херцеговине. Према попису становништва из 1991. у насељу је живјело 29 становника.

## Становништво
По последњем службеном попису становништва из 1991. године, у насељу Кртићи живела су 63 становника. Већина становника су били Хрвати.
| Националност       | 1991.       | 1981. | 1971. |
| Хрвати             | 28 (96,55%) |       |       |
| остали и непознато | 1 (3,45%)   |       |       |
| Укупно             | 29          |       |       |